# Delegacja do Kongresu USA stanu Illinois

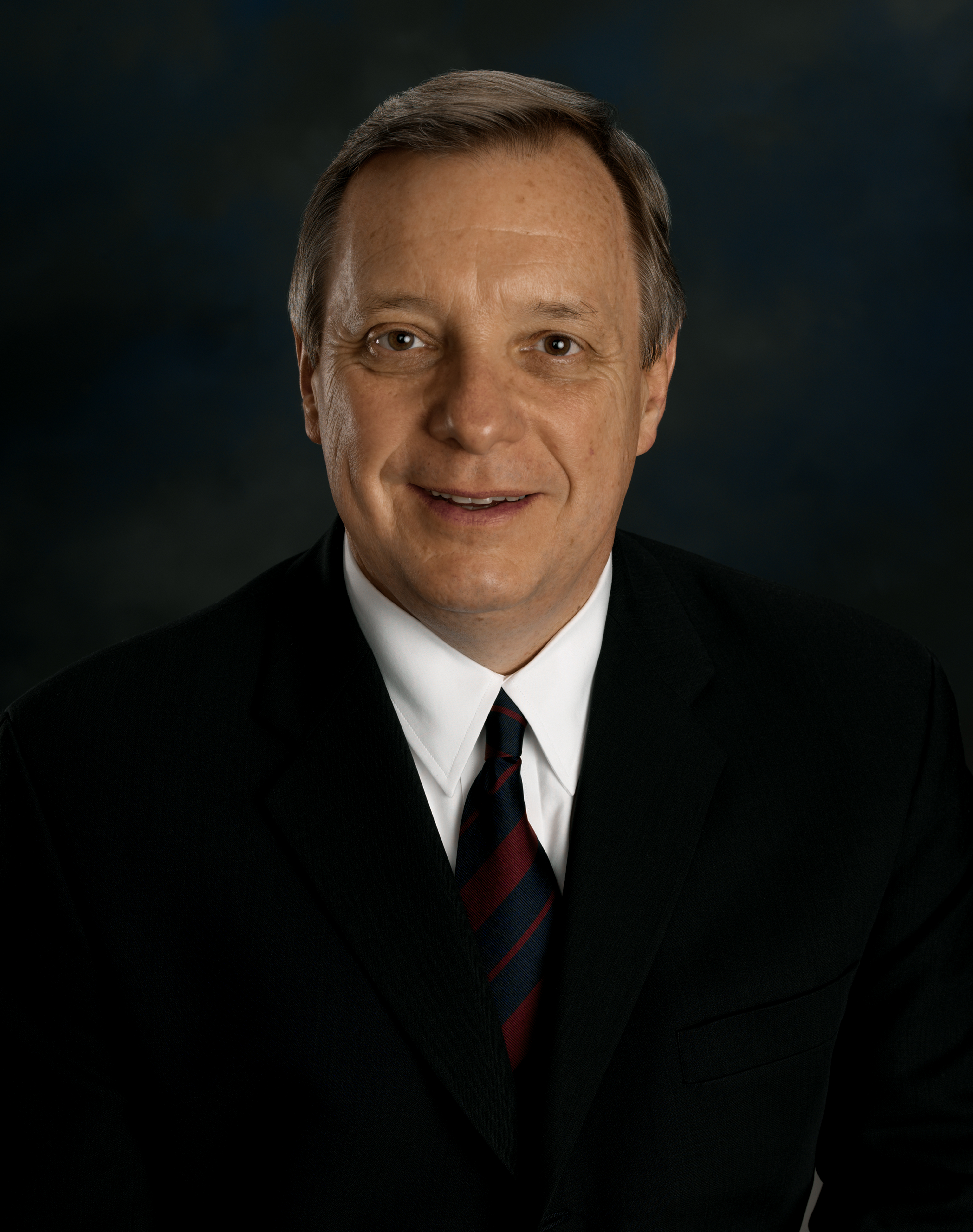
Senator Richard Durbin jest najstarszym stażem kongresmenem ze stanu (od 1983)

Delegacja do Kongresu Stanów Zjednoczonych stanu Illinois liczy dwudziestu jeden kongresmenów (dwóch senatorów oraz dziewiętnastu reprezentantów). Illinois została przyjęta do Unii jako 21. stan dnia 3 grudnia 1818, więc stanowa reprezentacja zasiada od 15. Kongresu (1817–1819).
Czynne prawo wyborcze przysługuje tym Amerykanom, którym przysługuje prawo głosu w wyborach do stanowej Izby Reprezentantów (Illinois House of Representatives).

## 111. Kongres (2009-2011)
W ostatnich wyborach 4 listopada 2008 wybierano reprezentantów oraz senatora. W wyborach do Izby Reprezentantów wybrano po jednym nowym przedstawicielu Partii Demokratycznej oraz Partii Republikańskiej. Debbie Halvorson z Partii Demokratycznej zastąpiła polityka Partii Republikańskiej. W wyborach do Senatu uzyskał reelekcję Richard Durbin (Partia Demokratyczna).
16 listopada 2008 Barack Obama z Partii Demokratycznej, piastujący urząd senatora od 3 stycznia 2005, zrezygnował z pełnionej funkcji w związku ze zwycięstwem w wyborach prezydenckich. Na jego miejsce gubernator stanu Illinois Rod Blagojevich wyznaczył 30 grudnia 2008 czarnoskórego demokratę Rolanda Burrisa.
W najbliższych wyborach 2 listopada 2010 mieszkańcy będą wybierać dziewiętnastu reprezentantów oraz jednego senatora. O mandat senatora w wyborach powszechnych ubiegać się będzie senator Roland Burris (Partia Demokratyczna).
| Senat | Senat          | Senat  | Senat           |
| Klasa | Senator        | Partia | Urzęduje od     |
| ----- | -------------- | ------ | --------------- |
| 2     | Richard Durbin | D      | 7 stycznia 1997 |
| 3     | Roland Burris  | D      | 31 grudnia 2008 |

| Izba Reprezentantów | Izba Reprezentantów | Izba Reprezentantów | Izba Reprezentantów |
| Okręg               | Reprezentant        | Partia              | Urzęduje od         |
| ------------------- | ------------------- | ------------------- | ------------------- |
| 1                   | Bobby Rush          | D                   | 3 stycznia 1993     |
| 2                   | Jesse Jackson Jr.   | D                   | 12 grudnia 1995     |
| 3                   | Dan Lipinski        | D                   | 3 stycznia 2005     |
| 4                   | Luis Gutiérrez      | D                   | 3 stycznia 1993     |
| 5                   | Rahm Emanuel        | D                   | 7 stycznia 2003     |
| 6                   | Peter Roskam        | R                   | 4 stycznia 2007     |
| 7                   | Danny K. Davis      | D                   | 7 stycznia 1997     |
| 8                   | Melissa Bean        | D                   | 3 stycznia 2005     |
| 9                   | Jan Schakowsky      | D                   | 6 stycznia 1999     |
| 10                  | Mark Kirk           | R                   | 3 stycznia 2001     |
| 11                  | Debbie Halvorson    | D                   | 6 stycznia 2009     |
| 12                  | Jerry Costello      | D                   | 9 sierpnia 1988     |
| 13                  | Judy Biggert        | R                   | 6 stycznia 1999     |
| 14                  | Bill Foster         | D                   | 11 marca 2008       |
| 15                  | Timothy V. Johnson  | R                   | 3 stycznia 2001     |
| 16                  | Donald A. Manzullo  | R                   | 3 stycznia 1993     |
| 17                  | Phil Hare           | D                   | 4 stycznia 2007     |
| 18                  | Aaron Schock        | R                   | 6 stycznia 2009     |
| 19                  | John Shimkus        | R                   | 7 stycznia 1997     |

## 110. Kongres (2007-2009)
W wyborach 7 listopada 2006 wybierano tylko reprezentantów. Do Izby Reprezentantów wybrano po jednym nowym przedstawicielu Partii Demokratycznej i Partii Republikańskiej.
26 listopada 2007 przedstawiciel 14. okręgu Illinois w Izbie Reprezentantów Dennis Hastert z Partii Republikańskiej zrzekł się mandatu. W wyborach uzupełniających 8 marca 2008 Bill Foster z Partii Demokratycznej pokonał swojego konkurenta z Partii Republikańskiej Jima Oberweisa 52,5% do 47,5% i 11 marca 2008 objął mandat.

## Liczba kongresmenów
Terytorium Illinois zostało utworzone w 1809, a w 1812 otrzymało prawo wyboru jednego delegata do Izby Reprezentantów, który nie miał jednak prawa głosu. Z chwilą wejścia do Unii delegat ten uzyskał prawo głosu (dodatkowo wybrano dwóch senatorów). W związku z gwałtownie rosnącą populacją stanu Illinois zwiększała się również liczba delegatów (do dwudziestu siedmiu reprezentantów w latach 1913–1943). Od 1943 liczba kongresmenów spada mimo dodatniego przyrostu ludności. Obecnie (od 2003) Illinois jest reprezentowana przez dwudziestu jeden kongresmenów (w tym 2 senatorów).

### Zmiany liczby reprezentantów
| - 1812–1818 – 1 (bez prawa głosu) - 1818–1833 – 1 - 1833–1843 – 3 - 1843–1853 – 7 - 1853–1863 – 9 - 1863–1873 – 14 - 1873–1883 – 19 - 1883–1893 – 20 - 1893–1903 – 22 | - 1903–1913 – 25 - 1913–1943 – 27 - 1943–1953 – 26 - 1953–1963 – 25 - 1963–1983 – 24 - 1983–1993 – 22 - 1993–2003 – 20 - od 2003 – 19 |  |